# 菊麻国造
菊麻国造（きくまのくにのみやつこ、くくまのくにのみやつこ・きくまこくぞう、くくまこくぞう）は、菊麻国（上総国北西部）を支配した国造。

## 概要

### 先祖
- 『先代旧事本紀』「国造本紀」には、成務天皇の時代、无邪志国造の祖である兄多毛比命の子の大鹿国直を国造に定めたことにはじまるとされる。

### 氏族
来熊田氏（くくまたうじ、姓は造）か。无邪志国造（胸刺国造）、波伯国造、大島国造と同族。

## 本拠
国造の本拠は市原郡菊麻郷（現市原市菊間）にあったとされる。市原郡には後に上総国国府が置かれた。

### 支配領域
国造の支配領域は当時菊麻国と呼ばれた地域、後の上総国市原郡、現在の市原市北部から千葉市南部の村田川流域に相当する。なお市原郡の南域は養老川までになる。同郡菊間郷にある菊間古墳群には当時の国造クラスの墓と目される古墳が現在に多く残されている。

## 氏神
『延喜式神名帳』に市原郡の式内社の記録がなく不明。

### 墓
- 菊間古墳群
千葉県市原市にある古墳時代中期から後期にかけての古墳群で、前方後方墳一基、前方後円墳四基、大型円墳などからなる。
- 大厩二子塚古墳
菊間古墳群の南東にある全長71メートルの前方後円墳。古墳時代中期の築造。

## 人物
- 大鹿国直（おおかくにのあたい、大酒主直）
『日本書紀』に登場する成務朝の初代国造。
- 小鹿直（おじかのあたい）
大鹿国直の子。

### 女性
- 弟媛
仲哀天皇の妃となり、誉屋別皇子を生む。